# Stensjön (Finnerödja socken, Västergötland)
Stensjön är en sjö i Laxå kommun i Västergötland och ingår i Göta älvs huvudavrinningsområde.